# アンナ・サワイ
アンナ・サワイ（澤井 杏奈、さわい あんな、英: Anna Sawai、1992年6月11日 - ）は、日本の女優、歌手、ダンサー。ニュージーランド出身。日本の女性ダンスボーカルグループ・FAKYの元メンバーである。ウィリアム・モリス・エンデヴァー・エンターテイメント所属。

## 来歴
1992年6月11日、ニュージーランドに生まれる。幼少期をニュージーランド、香港、フィリピンで過ごす。この為、日本語と英語が堪能。現在は拠点を海外に移して活動中。
2002年、10歳の時に父親の仕事の関係で日本に移住した。
2004年、来日2年目の小学校6年生12歳の時に一万人の応募者の中から舞台ミュージカル『アニー』の主人公に選出された。
2006年12月29日、『avex audition 2006』の最終審査に合格し、エイベックスに入所。
2009年11月25日、アメリカ合衆国のアクション映画『ニンジャ・アサシン』でスクリーンデビューし、反抗的な10代の女性忍者で、オズヌ忍者の一族から逃げようとして処刑されるキリコを演じた。
2012年、日本の5人組女性ボーカルグループ「ARA」のメンバーとして音楽活動を開始。
2013年7月29日、日本の5人組女性ダンスボーカルグループ「FAKY」のリーダーとして再デビュー。約5年間の活動を経て、2018年12月20日、女優としての夢を追求することを理由にグループを卒業した。
2019年11月、アメリカ合衆国のウィリアム・モリス・エンデヴァー・エンターテイメントと契約を締結。
2019年11月21日、イギリスのBBCによるクライムドラマ『Giri / Haji』に出演。
2021年6月25日、アメリカ合衆国の人気アクション映画『ワイルド・スピード/ジェットブレイク』に出演。
2022年3月25日より、Apple TV+のドラマシリーズ『パチンコ - Pachinko』に出演。
2023年11月17日より、Apple TV+のドラマシリーズ『モナーク: レガシー・オブ・モンスターズ』に出演。
2024年2月27日配信開始のディズニープラスSTARオリジナルシリーズ『SHOGUN 将軍』（真田広之が主演とプロデューサーを務めた）にヒロイン・鞠子役で出演。同月19日、東京都内で開催されたジャパンプレミア試写会に登壇。20日には、東京の徳川家ゆかりの増上寺で開催された来日大ヒット祈願イベントにも参加した。
2024年8月、TC・キャンドラー発表の2024年版「世界で最も美しい顔100人」のひとりに選出。
2024年9月16日、第76回エミー賞 主演女優賞（『SHOGUN 将軍』）を受賞。主演女優賞のアジア人受賞はサワイが初めてとなった。
2024年10月2日、アメリカの雑誌『タイム』の「次世代の100人」に選出された。
2025年1月、上述の出演ドラマ『SHOGUN 将軍』にて、ゴールデングローブ賞 テレビドラマ部門主演女優賞を受賞。テレビドラマ部門主演女優賞の日本人受賞は同ドラマのNBCテレビ版である『将軍 SHŌGUN』のまり子役を演じた島田陽子（1981年受賞）以来、2人目となった。
2025年2月20日、アメリカの雑誌『タイム』の「今年の女性」に選出された。

## 出演

### 映画
| 公開日         | 題名                                                      | 役         | 配給                       | 出典   |
| -------------- | --------------------------------------------------------- | ---------- | -------------------------- | ------ |
| 2009年11月25日 | ニンジャ・アサシン （Ninja Assassin）                     | 十代の霧子 | ワーナー・ブラザース       | [ 11 ] |
| 2021年6月25日  | ワイルド・スピード/ジェットブレイク （F9: The Fast Saga） | エル       | ユニバーサル・ピクチャーズ | [ 16 ] |

### ドラマ
| 放送日                         | 題名                                                                 | 話                   | 役                      | 放送局    | 出典          |
| ------------------------------ | -------------------------------------------------------------------- | -------------------- | ----------------------- | --------- | ------------- |
| 2007年11月7日                  | 愛のうた！                                                           | 第8話 突然の娘の失恋 | 奈津                    | TBS       |               |
| 2018年3月30日 - 年3月31日      | colors                                                               | 第1話, 第4話         | 駅の告発者              | FOD       | [ 28 ]        |
| 2019年10月31日 - 12月5日       | Giri / Haji                                                          | 第3話 - 第8話        | 栄子                    | BBC       | [ 15 ]        |
| 2022年3月25日 - 4月29日        | パチンコ - Pachinko （Pachinko）                                     | 全8話                | ナオミ                  | Apple TV+ | [ 17 ] [ 18 ] |
| 2023年11月17日 - 2024年1月12日 | モナーク: レガシー・オブ・モンスターズ (Monarch: Legacy of Monsters) | 全10話               | ケイト・ランダ          | Apple TV+ | [ 19 ]        |
| 2024年2月27日 - 4月23日        | SHOGUN 将軍 （Shōgun）                                               | 全10話               | 戸田鞠子 （とだまりこ） | FX        | [ 29 ]        |

### 舞台
| 公演日                 | 題名   | 役          | 劇場     | 出典  |
| ---------------------- | ------ | ----------- | -------- | ----- |
| 2004年4月24日 - 5月9日 | アニー | 主演 アニー | 青山劇場 | [ 8 ] |

### ゲーム
| 発売日         | タイトル                                               | 役               | 発売元 | 機種            | 出典 |
| -------------- | ------------------------------------------------------ | ---------------- | ------ | --------------- | ---- |
| 2017年11月2日  | Girls Mode 4 スター☆スタイリスト                       | ブラック・スワン | 任天堂 | ニンテンドー3DS |      |
| 2017年11月24日 | Nintendo Presents: New Style Boutique 3 - Styling Star | Angélique Noir   | 任天堂 | ニンテンドー3DS |      |
| 2017年12月25日 | Style Savvy: Styling Star                              | Angélique Noir   | 任天堂 | ニンテンドー3DS |      |

### ミュージックビデオ
| 公開日         | 楽曲 | アーティスト       | 収録アルバム    | 投稿元 | 出典   |
| -------------- | ---- | ------------------ | --------------- | ------ | ------ |
| 2015年10月29日 | Katy | エリオット・ヤミン | AS TIME GOES BY | avex   | [ 30 ] |

## ディスコグラフィ

### 参加楽曲
- Make My Dreams Come True / ARA（2012年）
- Shining / YAMATO feat. Anna & Akina (from FAKY)（2015年10月29日）[31]
- My Revolution / FEMM feat. Akina, Anna & Mikako (from FAKY)（80s / 90s J-POP REVIVAL、2017年10月18日）[32]
- Girls be ambitious / ブラック・スワン CV: Anna (from FAKY)（Girls Mode 4 スター☆スタイリスト ボーカルコレクション、2017年12月20日）[33]
- Fight for Your Style / Angélique Noir CV: Anna (from FAKY) （Girls Mode 4 スター☆スタイリスト 英語版 ボーカルコレクション、未発売）

## 受賞
2024年
- 第76回プライムタイム・エミー賞（2024年）： 主演女優賞（ドラマシリーズ部門）『SHOGUN 将軍』
- ELLE CINEMA AWARDS 2024 話題賞
- 第82回ゴールデングローブ賞（2025年）： 主演女優賞（ドラマシリーズ部門）『SHOGUN 将軍』
- 第31回全米映画俳優組合賞（2025年）：女優賞 (ドラマシリーズ部門)『SHOGUN 将軍』